# Aeroportul Fort Simpson
Aeroportul Fort Simpson (IATA: YFS, ICAO: CYFS) este un aeroport din Teritoriile de Nord-Vest, Canada.
Situat la o altitudine de 169 m, aeroportul dispune de o singură pistă.